# 忠州梅氏
忠州梅氏（チュンジュメし、ちゅうしゅうばいし、朝鮮語: 충주매씨）は、朝鮮の氏族の一つ。本貫は忠清北道忠州市である。2015年の調査では151人である。
始祖は、中国山東省済南出身の梅君瑞である。済南から朝鮮に移住後、忠州市に定住・帰化した。
1985年と2000年の韓国の人口調査では、忠州梅氏は約200人である。
なお、海州梅氏は忠州梅氏と同源であり、2015年の人口は32人である。